# Nálet

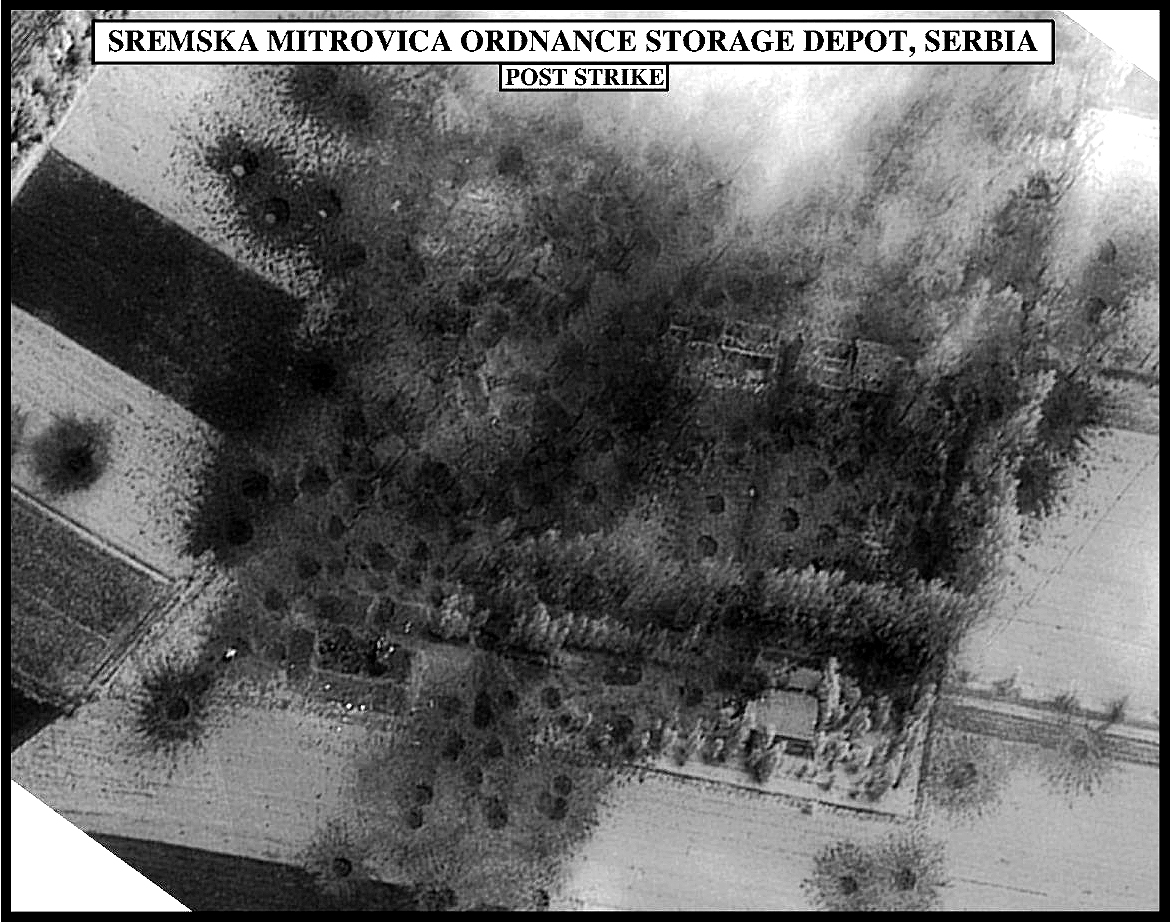
Pohled na krajinu zasaženou masivním náletem

Nálet je vojenský termín, kterým se označuje letecký útok na pozemní cíl – na nepřátelské postavení, ale i na průmyslovou základnu nepřítele, případně i na civilní cíle. Je prováděn prostřednictvím letectva a to nejčastěji za pomocí strategických bombardérů či stíhacích bombardérů, které jsou schopny napadnout cíle na nepřátelském území jak na frontě, tak i hluboko za nepřátelskou linií.
Pod pojmem nálet je nutno rozumět veškerý letecký útok prováděný pomocí kulometů, raket, nejrůznějšího druhu bomb (tříštivé, zápalné) až po vypuštění atomových zbraní z paluby letadla.
Podle metody provedení lze rozlišovat:
- plošný nálet (známo spíše pod pojmem kobercové bombardování či plošné bombardování) – mnoho strojů letících v jednom svazu a zasypávajících určité území množstvím pum,
- bodový nálet (taktické bombardování) – útok na konkrétní malý cíl (postavení, stroj, bunkr atd.), ne nutně menšími stroji.

## Historie

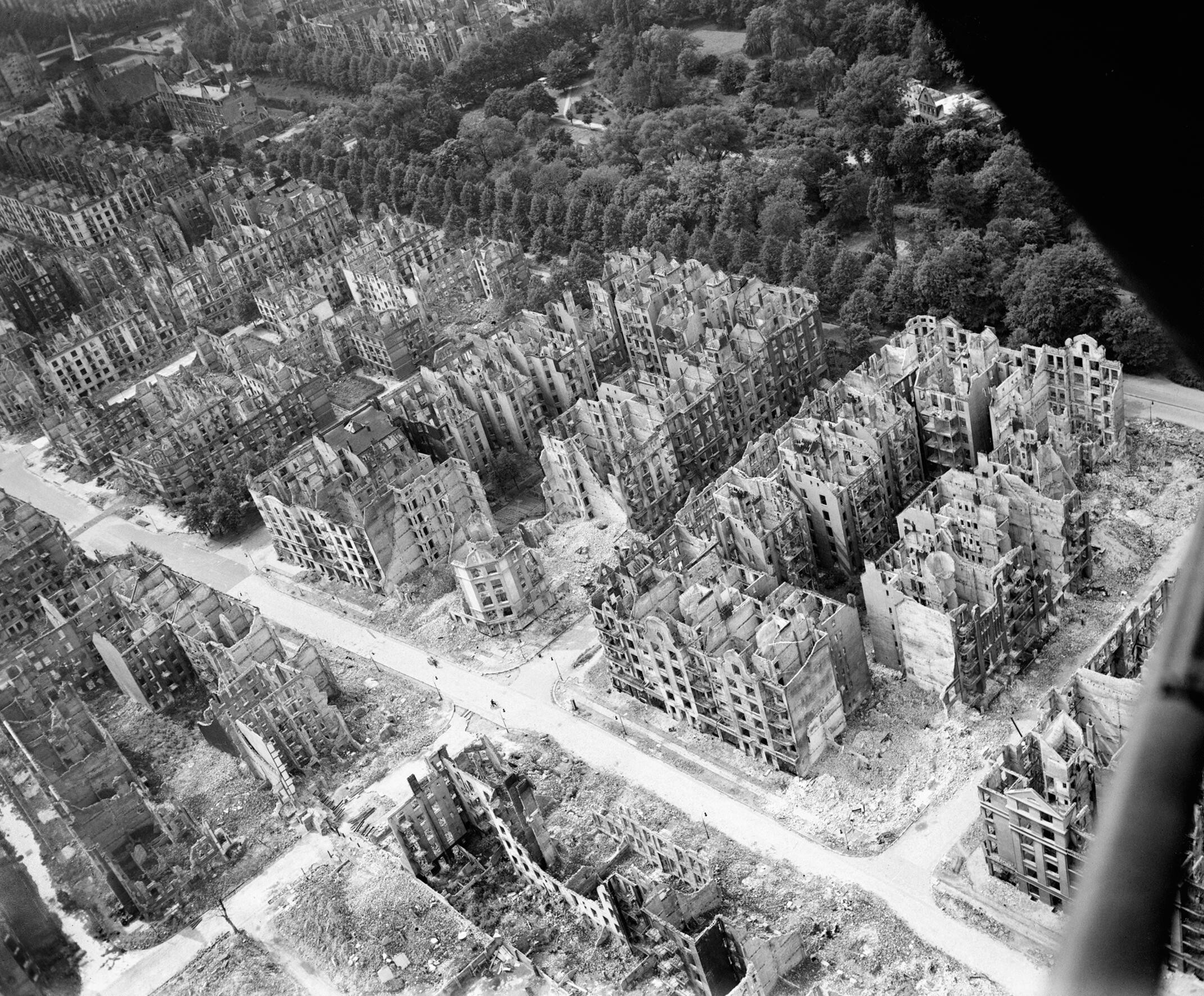
Nálety na Hamburk v červenci 1943 si vyžádaly přes 40 000 obětí

První letecké bombardování je spojeno s rozvojem letectví, respektive vzduchoplavby. Za první světové války se objevila první letadla, která byla určena pro průzkumnou činnost, ale jejich posádky začaly na palubu nosit ruční granáty, které nad nepřátelskými zákopy shazovaly. Postupem času byly pro tento účel vyvinuty speciální zbraně a jejich nosiče – bombardéry, které si ještě v téže válce (při bombardování Londýna) odbyly premiéru v roli strategické zbraně.
Během druhé světové války byly nálety používány běžně, a to jak na čistě vojenské cíle, tak i na cíle více civilní. Ve druhém případě neměly (alespoň ve spojeneckém případě; resp. tento bod byl až hluboko na seznamu priorit) za úkol podlomit morálku obyvatelstva ve vedení dalších bojů, spíše města doplácela na přítomnost vojenských cílů. Generalizovat, pokud jde o typ náletů, dost dobře nejde – pouze v případě východní fronty lze říci, že Sověti značně preferovali taktické bombardéry a přesné útoky na bodové cíle před strategickými stroji.[zdroj?]
V průběhu 20. století docházelo k modernizaci zaměřovacích systémů a pohonných jednotek, což umožnilo vyrobit taktické rakety, které jsou schopny během náletu zasahovat cíle s metrovou přesností.